# ميشيل روجاس
ميشيل روجاس (بالإنجليزية: Michelle Rojas)‏ هي ممثلة أمريكية، ولدت في 16 ديسمبر 1987 في دالاس في الولايات المتحدة.

## أعمال

### مسلسلات
- لاف لايف! سان شاين!!

## وصلات خارجية
- الموقع الرسمي
- ميشيل روجاس على موقع IMDb (الإنجليزية)
- ميشيل روجاس على موقع ANN person (الإنجليزية)